# Fatah (rapper)
Fatah is een Nederlandse rapper. Hij is onder meer bekend door zijn hits Levelen up en 100 doezoe cash en zijn vele samenwerkingen met Lijpe. Hij heeft drie albums uitgebracht: Kwalijke zaak in 2018, F.T.F. in 2019 en Principes in 2020.

## Biografie
Fatah is geboren in het Nederlandse Delft en is van Syrische afkomst. In 2017 begon hij met het uitbrengen van muziek. Dit deed hij onder de artiestennaam Fatah en met een bivakmuts op. Hij heeft zijn eigen naam niet bekend gemaakt. Na zijn eerste single ZeroQuinze, die hij onder eigen beheer had uitgebracht, tekende hij eind 2017 een contract Lijpe Music. Hij was hiermee de eerste artiest die werd getekend op het label, naast oprichter Lijpe zelf. Zijn eerste track bij het label was Medication. 
Begin 2018 deed Fatah een wintersessie bij 101Barz, waar hij enkele nummers van zijn eerste album previewde. Dit album kreeg de naam Kwalijke zaak en werd uitgebracht in december 2018. Er werd op dit album samengewerkt met Lijpe, Ismo, Josylvio, Bartofso en Corba. De single Links of rechts met Lijpe bereikte de 81e plaats van de Single Top 100 en was hiermee het eerste nummer van de artiest in deze hitlijst.
Een jaar later herhaalde hij wat hij een jaar eerder deed; eerst een studiosessie bij 101Barz, om daar aan te kondigen dat er een album aan zat te komen. Het album werd uitgebracht in september 2019 en kreeg de naam F.T.F.. Deze afkorting staat voor "Fuck The Fame", de reden waarom Fatah ook met bivakmuts blijft optreden. Het album had een notering in de Album Top 100, piekend op de zestiende plaats. Na F.T.F. werden er verschillende singles uitgebracht, opbouwend naar een volgend album. Van die singles, bereikten er meerdere de Single Top 100. Het volgende album was er op 11 december 2020, voorafgegaan met een volgende 101Barz-sessie, en had de naam Principes. Op het album waren gastbijdrages van Bravas, Kevin Ice, Lijpe, Yssi SB, KA, Josylvio, Sevn Alias, 3robi, Henkie T en Paramocro. De singles Maak om en Of dit het waard was waren bescheiden hits. 
Na 2020 werd er door Fatah geen album meer uitgebracht, maar had hij wel succes met verschillende singles en gastbijdrages. Begin 2021 betrad Levelen up, een samenwerking met Lijpe, Henkie T en KA, naast de Single Top 100, de Tipparade van de Nederlandse Top 40. Een andere meer succesvolle single was 100 doezoe cash met Lijpe, KA en Trobi. De meeste hitgenoteerde singles van Fatah zijn samenwerkingen met Lijpe.

## Discografie

### Albums en ep's
| Album         | Verschijnen       | Label       | Hitlijsten | Hitlijsten | Hitlijsten | Hitlijsten | Opmerkingen |
| Album         | Verschijnen       | Label       | BE (VL)    | BE (VL)    | NL         | NL         | Opmerkingen |
| Album         | Verschijnen       | Label       | Piek       | Weken      | Piek       | Weken      | Opmerkingen |
| ------------- | ----------------- | ----------- | ---------- | ---------- | ---------- | ---------- | ----------- |
| Kwalijke zaak | 7 december 2018   | Lijpe Music | 145        | 1          | —          | —          | Studioalbum |
| F.T.F.        | 20 september 2019 | Lijpe Music | 134        | 1          | 16         | 5          | Studioalbum |
| Principes     | 11 december 2020  | Lijpe Music | 63         | 4          | 15         | 12         | Studioalbum |

### Nummers met notering(en) in een hitlijst
| Lied                                          | Verschijnen      | Album                                         | Hitlijsten | Hitlijsten | Hitlijsten  | Hitlijsten  | Hitlijsten   | Hitlijsten   | Opmerkingen       |
| Lied                                          | Verschijnen      | Album                                         | BE (VL)    | BE (VL)    | NL (Top 40) | NL (Top 40) | NL (Top 100) | NL (Top 100) | Opmerkingen       |
| Lied                                          | Verschijnen      | Album                                         | Piek       | Weken      | Piek        | Weken       | Piek         | Weken        | Opmerkingen       |
| --------------------------------------------- | ---------------- | --------------------------------------------- | ---------- | ---------- | ----------- | ----------- | ------------ | ------------ | ----------------- |
| Links of rechts (met Lijpe)                   | 7 december 2018  | Kwalijke zaak                                 | —          | —          | —           | —           | 81           | 1            | Goud in Nederland |
| Aan de kant (met Ismo, Lijpe en Riffi)        | 18 januari 2019  | Gedachtegang (van Ismo)                       | —          | —          | —           | —           | 53           | 1            |                   |
| Maak om (met Lijpe)                           | 31 januari 2020  | Principes                                     | tip        | —          | —           | —           | 43           | 3            |                   |
| Of dit het waard was                          | 24 juli 2020     | Principes                                     | —          | —          | —           | —           | 71           | 1            |                   |
| Levelen up (met Lijpe, KA en Henkie T)        | 16 juli 2021     | —                                             | —          | —          | tip11       | —           | 11           | 4            |                   |
| 10 racks (remix) (met Frenna)                 | 8 september 2021 | Highest (van Frenna)                          | —          | —          | —           | —           | 81           | 1            |                   |
| Back 2 back (met Lijpe)                       | 1 oktober 2021   | —                                             | —          | —          | —           | —           | 31           | 3            |                   |
| Risk (met Lijpe)                              | 26 augustus 2022 | —                                             | —          | —          | —           | —           | 32           | 2            |                   |
| Neem het gelijk                               | 4 november 2022  | —                                             | —          | —          | —           | —           | 90           | 1            |                   |
| Euro's & dollars (met Lijpe)                  | 24 februari 2023 | —                                             | —          | —          | —           | —           | 44           | 3            |                   |
| Struggle (met Lijpe)                          | 30 juni 2023     | —                                             | —          | —          | —           | —           | 62           | 1            |                   |
| 100 doezoe cash (met Lijpe, KA en Trobi)      | 8 september 2023 | —                                             | —          | —          | tip15       | —           | 19           | 6            |                   |
| Red notice (met Lijpe)                        | 5 januari 2024   | Winter jacka (single van Lijpe, op de B-kant) | —          | —          | —           | —           | 24           | 3            |                   |
| Verdachte (met Zack Ink, Mocromaniac en Auki) | 7 juni 2024      | —                                             | —          | —          | —           | —           | 62           | 2            |                   |
| Eerste op de weg (met Lijpe)                  | 5 juli 2024      | —                                             | —          | —          | —           | —           | 55           | 1            |                   |
| Onmogelijk (met Lijpe)                        | 4 oktober 2024   | —                                             | —          | —          | —           | —           | 69           | 1            |                   |